# Djoehana Wiradikarta
Raden Moehamad Djoehana Wiradikarta, né le 18 septembre 1896 à Bandung, Indonésie et mort en 1986 à Bandung, est un professeur de microbiologie et de sérologie à l’Institut technologique de Bandung et de la faculté de médecine de l’université Padjadjaran. Il a joué un rôle important dans la mise en place de l’enseignement supérieur indonésien. Il est en effet un des fondateurs de Padjadjaran, et notamment de sa faculté de médecine. Il est le premier Indonésien à avoir occupé le poste de doyen de la faculté des sciences de l’Université d'Indonésie à Bandung en 1957 (Sakri 1979a:45). Il est aussi un des fondateurs de l’Universitas Nasional (en) privée.
Djoehana a également été un des cinq membres du comité préparatoire à la création de la Croix-Rouge indonésienne.

## Biographie
Djoehana est né dans ce qui était encore les Indes néerlandaises. Son père, Raden Rangga Wiradikarta, était wedana (sous-préfet) du district de Majalaya au sud de Bandung, et appartenait à la noblesse sundanaise, tout comme sa mère.
Il suit les cours de la STOVIA (School tot Opleiding van Indische Artsen, « école pour la formation des médecins indigènes), dont il est diplômé en 1918. Il est alors nommé médecin de district dans l’île de Bawean. Il occupera ensuite différents postes dans le système de santé du gouvernement colonial, dans différentes villes, à Sumatra puis à Java.
En 1930, il est envoyé à l’université d'Amsterdam aux Pays-Bas, où il obtient son doctorat « européen » un an plus tard. Au moment de l’invasion japonaise des Indes néerlandaises, il est directeur de l’hôpital public d’Ambarawa dans le centre de Java.
Lors de l’occupation japonaise, Djoehana est directeur adjoint du laboratoire de l’Institut Eijkman de biologie moléculaire à Jakarta.
Le 17 septembre 1945, soit exactement un mois après la proclamation de l'indépendance de l'Indonésie, Djoehana est nommé au comité de cinq membres formé par le président Soekarno préparer la création de la Croix-Rouge indonésienne.
En 1947, Djoehana  est nommé gewoon hoogleraar (professeur des universités) à ce qui allait devenir la faculté de médecine de l’université d’Indonésie en 1950.
De 1951 à 1954, il dirige la Landskoepokinrichting, qui devient ensuite l’Institut Pasteur d'Indonésie puis la société pharmaceutique d’État PT Bio Farma. Il est le premier Indonésien à diriger cet organisme, créé à l’époque coloniale.
En 1953, il est nommé professeur extraordinaire en microbiologie et sérologie de la faculté des Sciences de l’université d’Indonésie à Bandung, créée en 1950.
En 1956, Djoehana est nommé vice-président de la fondation chargée de créer la faculté de médecine de l’université Padjadjaran, dont il devient le premier doyen (1957-1962).
En 1957, il devient le premier Indonésien à occuper le poste de doyen de la faculté des Sciences  de l’université d’Indonésie à Bandung, remplaçant un Néerlandais, le Professeur H. Th. M. Leeman. Cette faculté était la dernière d’Indonésie à être dirigée par un Néerlandais, en raison de la difficulté à trouver les compétences nécessaires dans ces premières années d’indépendance.
En tant que doyen de la faculté des Sciences, Djoehana participe à la création de l’Institut technologique de Bandung en 1959.
Djoehana était marié à la sœur de Sjahrir, premier premier ministre de la République d’Indonésie de 1945 à 1947, et fondateur du Parti socialiste indonésien.